# Björn Bicker
Björn Bicker (Koblenz, Németország, 1972 –) német író, dramaturg, rendező.

## Élete és munkássága
Björn Bicker irodalmat, filozófiát és retorikát tanult Tübingenben és Bécsben. 1999 és 2001 között dramaturg asszisztensként és dramaturgként dolgozott a bécsi Burgtheaterben, majd 2001 és 2009 között Frank Baumbauer dramaturg mellett dolgozott müncheni Kammerspielénél.
Münchenben Peter Kastenmüllerrel és Michael Graessnerrel közösen dolgozott a „Bunnyhill“ (2003–2006) és az „Illegal“ (2007–2008) című projekteken. Malte Jeldennel volt a kurátora a „Doing Identity – Bastard München“ (2008) projektnek a Kammerspielében, ahol a „Hauptschule der Freiheit” (2009) létrejöttében is közreműködött. 2010-ben a müncheni Kammerspiele német szövetségi kulturális díjban részesült (Bundespreis für Kulturelle Bildung). Bicker a Deportation Cast című darabjáért 2012-ben elnyerte a Deutschen Jugendtheaterpreis-t, míg egy évvel később a Was wir erben című regényéért a Franz Tumler-díjjal tüntették ki.
A fentieken túl Bicker dramaturgiát, színháztörténetet és kreatív írást oktat különböző egyetemeken (Otto Falckenberg Schule - München, Bayerische Theaterakademie August - Everding, Akademie für Darstellende Kunst -  Baden Württemberg Ludwigsburg, Hochschule für Darstellende Kunst - Zürich, Lajos–Miksa Egyetem - München).
2009 szeptembere óta szabadúszó író. Színdarabokat, hangjátékokat, regényeket és esszéket ír. Münchenben él.

## Alkotásairól

### Illegal. Wir sind viele. Wir sind da. (regény, 2008)
(Magyarul kb. Illegális. Sokan vagyunk. Itt vagyunk.) A regény úgy indul, akár egy vers vagy dal: „dolgozunk. / rendezettek vagyunk. / szorgalmasak vagyunk. / van egy álmunk. / egészségesek vagyunk. / betegek vagyunk. / fáradtak vagyunk. / izzadunk. (...)” Az elbeszélők – egy ukrán, egy kurdisztáni és egy ecuadori bevándorló – arról beszélnek, milyen az élet egy országban, ahol hivatalosan nem is léteznek. A hangok, melyeket a szerző ebben a könyvben megszólaltat, szólnak a függőségekről és tehetetlenségről, ugyanakkor a fékezhetetlen életkedvről is. Erejük és kreativitásuk csodálatra méltó. És ami a műnek minőséget ad, hogy szereplőit nem csak áldozatokként láttatja, hanem mint menő nyertes típusok, akik küzdenek, ahelyett hogy csak panaszkodnának. Aki ezt a könyvet elolvassa, az más szemmel fogja látni városát jöttében-mentében. Empátiával viseltetik azon emberek iránt, akiknek nincsenek papírjai. Meg fogja látni őket.

### Was wir erben (regény, 2013)
(Magyarul kb. Örökségünk.) Bicker a Was wir erben című regénye egy mesteri és finom családi történet. Elisabeth, aki egy híres színház színésznője egy nyomozó rafináltságával kutatja fel már halott apja kettős életét. Férjével Holgerrel, egy orvossal él rendezett és sikeres életet, amíg fel nem hívja valaki, aki azt állítja, hogy a féltestvére. Kutatásba és levélírásába kezd bátyjának, Paulnak, melyben beszámol apja és családja életéről. Eközben a mélyére hatol saját énjének is és rá kell döbbennie: a múlt mindig utolér minket. A cím hangzása biológiai örökségre utal, de többről van szó ebben a regényben, mint csupán a génekről, lelkünkben is hordozzuk örökségünket, mely gesztusokban, fantáziákban és függőségekben fel-felbukkan, néha rejtetten, néha elemi erővel, akár akarjuk, akár nem.

## Művei

### Színdarabok
- Sieben Monde. UA Ferienlager Köln, 2004
- Maries Fest. UA Landestheater Detmold, 2005
- Warum mich 1 happy end traurig macht. UA Landestheater Tübingen, 2005
- Das Kettenblattmassker. Warum Herr Scharping den Berg nicht schafft. UA Pathos Transport Theater München, 2006
- Pension Schiller. Drama Köln. Nationaltheater Mannheim, 2007 (A darab létrejöttében közösen működött David Gieselmann-nal, Dirk Laucke-val és másokkal.)
- Am Tag der jungen Talente. UA Staatstheater Nürnberg, 2008
- Mördersong 1-3. UA Schauspielhaus Bochum, 2008 ("Ohne Alles" fesztivál)
- Illegal. UA Münchner Kammerspiele, 2008
- Trollmanns Kampf. Sinti Stadt Hannover. UA Staatsschauspiel Hannover, 2010
- Mein Teppich ist mein Orient. UA Theater Bielefeld, 2010
- glamour vermissen. UA a "Cabinett" projekt keretében. Theater Freiburg, 2010
- Der Navigator. Introduction to Zombie Nation. UA Staatsschauspiel Hannover, 2010
- Deportation Cast. UA Staatsschauspiel Hannover, 2011
- Urban Prayers (MUC). UA Münchner Kammerspiele, 2013
- Die Insel. UA Deutsches Schauspielhaus Hamburg. 2014 (NEW HAMBURG fesztivál)

### Hangjátékok
- Illegal (írta és rendezte) Bayerischer Rundfunk, 2008. június 27.
- Kingdom of Schön (írta és rendezte) Bayerischer Rundfunk, 2010. március.
- Egzon (írta és rendezte) Bayerischer Rundfunk, 2011. szeptember 11.
- Urban Prayers (írta és rendezte) Bayerischer Rundfunk, 2014. március 6.

### Regények
- Illegal. Wir sind viele. Wir sind da. Verlag Antje Kunstmann, München, 2009[7] ISBN 978-3-88897-554-7
- Was wir erben. Verlag Antje Kunstmann, München, 2013[5] ISBN 978-3-88897-818-0
- Was glaubt ihr denn. Urban Prayers. Verlag Antje Kunstmann, München, 2016 ISBN 978-3-95614-094-5

### Művészeti vezetőként és kurátorként
- BUNNYHILL 1, Münchner Kammerspiele, Stadtraum München, 2004 (Peter Kastenmüllerrel és Michael Graessnerrel közösen)
- BUNNYHILL 2 – Wem gehört die Stadt, Münchner Kammerspiele, Stadtraum München, 2005/2006 (Peter Kastenmüllerrel és Michael Graessnerrel közösen)
- DOING IDENTITY – Bastard München, Münchner Kammerspiele, Stadtraum München, 2008 (Malte Jeldennel közösen)
- ILLEGAL. Ein Projekt. Münchner Kammerspiele, 2008 (Peter Kastenmüllerrel és Michael Graessnerrel közösen)
- HAUPTSCHULE DER FREIHEIT, Stadtraum München, 2009 (Christine Umpfenbach-hal, Peter Kastenmüllerrel és  Michael Graessnerrel közösen)
- CABINETT. Ein deutsch-türkisches Theaterprojekt, Theater Freiburg, 2010 (Viola Hasselberggel, Peter Kastenmüllerrel és Michael Graessnerrel közösen)
- URBAN PRAYERS. Ein Stadtprojekt der Münchner Kammerspiele. Münchner Kammerspiele, 2013 (Malte Jeldennel és Julia Lochtéval közösen)
- NORD. Ein Stadtteil dreht sich. Staatstheater Stuttgart, 2014 (Malte Jeldennel, Michael Graessnerrel és Katrin Spiraval közösen)[8]
- NEW HAMBURG. Deutsches Schauspielhaus Hamburg, 2014 (Malte Jeldennel és Michael Graessnerrel közösen)[9]
- OPEN BORDER KONGRESS. Münchner Kammerspiele, 2015 (Bevezetés a MUNICH WELCOME THEATRE konverziós projekthez – számos művész, újságíró és szakértő részvételével. Malte Jelden-nel közösen)[10]
- MUNICH WELCOME THEATRE. Münchner Kammerspiele, 2015/2016 (Konverziós projekt Malte Jeldennel közösen)[10]

## Fordítás
- Ez a szócikk részben vagy egészben  a   Björn Bicker című német Wikipédia-szócikk fordításán alapul.  Az eredeti cikk szerkesztőit annak laptörténete sorolja fel. Ez a jelzés csupán a megfogalmazás eredetét és a szerzői jogokat jelzi, nem szolgál a cikkben szereplő információk forrásmegjelöléseként.